# Fleischhof Rasting
Die Fleischhof Rasting GmbH (kurz: Rasting) ist ein Lebensmittelunternehmen mit Sitz im nordrhein-westfälischen Moers. Rasting ist ein Tochterunternehmen der Edeka Rhein-Ruhr und versorgt die Edeka-Märkte im Vertriebsgebiet Rhein-Ruhr mit Fleisch- und Wurstwaren sowie Fisch.
Das Unternehmen ist einer der größten Fleischverarbeitungsbetriebe in Nordrhein-Westfalen und unter den größten Unternehmen der Fleischwirtschaft in Deutschland. Rasting ist Mitglied im Bundesverband Deutscher Wurst- & Schinkenproduzenten.

## Geschichte
1888 gründete Balthasar Rasting die gleichnamige Metzgerei in Bad Godesberg. Jakob Rasting übernahm nach dem Ersten Weltkrieg das Unternehmen. Nach dessen Tod übernahm seine Frau Helene Rasting die Geschäftsleitung.
1955 entwickelte sich der Betrieb zum ersten Lieferanten für die zum damaligen Zeitpunkt entstehenden Fleischabteilungen der Edeka-Supermärkte. Es folgte eine Phase starker Umsatzsteigerungen, bis 1964 die Rasting GmbH & Co. KG gegründet wurde und alle Anteile der Familie Rasting an die Edeka übergingen.
1968 wurden eine neu errichtete Produktionsstätte am Schlachthof in Bonn bezogen. 1984 folgte eine erneute Erweiterung mit einem Neubau im Industriepark in Meckenheim. 1999 wurde der Fleischhof der Edeka Essen übernommen.
Im Januar 2013 erweiterte Rasting das Angebot um Fischprodukte.

## Produktion
Der Haupt-Produktionsstandort befindet sich in Meckenheim bei Bonn, ein weiterer Produktionsstandort in Essen.
Rasting verarbeitet Schweine-, Rind- und Kalbfleisch sowie Geflügel und Fisch. Der Schlachtkonzern Westfleisch ist Hauptlieferant von Rasting.